# Delo Sobtschaka
Delo Sobtschaka (russisch Дело Собчака, wiss. Transliteration Delo Sobčaka; auch Delo Sobchaka, dt. Der Fall Sobtschak) ist ein russischer Dokumentarfilm von Wera Kritschewskaja  über Anatoli Sobtschak (1937–2000), der auf einem Drehbuch von  Xenija Sobtschak basiert und von der Regisseurin selbst gedreht wurde.
Der Film vom Frühjahr 2018 über den ehemaligen Bürgermeister von St. Petersburg, Anatoli Sobtschak, der auch an der Ausarbeitung der russischen Verfassung beteiligt war, ist ein Film über den Vater von Xenija Sobtschak, die in dem Film eine der Hauptfiguren ist.
Der Film zeigt die Geschichte des Gönners von Wladimir Putin, achtzehn Jahre nach seinem Tod. Er erzählt von der Familie Anatoli Sobtschaks, seinen Freunden und seinen Feinden. Sobtschak war ein Demokrat der ersten Welle in der Gorbatschow-Ära und der erste Bürgermeister von St. Petersburg, der ironischerweise Putin an die Macht brachte. Zu Beginn beschreibt seine Tochter den Film als einen Versuch, die Ereignisse der letzten zehn Jahre im Leben ihres Vaters zu rekonstruieren, als sie noch ein Kind war. Sie versucht, die Fragen zu beantworten, warum der pro-demokratische Aktivist Sobtschak den KGB-Offizier Wladimir Putin an die Macht brachte und warum Boris Jelzin Putin zu seinem Nachfolger wählte.
In dem Film kommen russische Spitzenpolitiker und Sicherheitsbeamte zu Wort, darunter Wladimir Putin, Dmitri Medwedew und Wiktor Solotow, der derzeitige Direktor der Nationalgarde Russlands und Mitglied des Sicherheitsrates Russlands, der viele Jahre lang der Leibwächter von Sobtschak war, ebenfalls verschiedene Mitglieder von Sobtschaks Team in Sankt Petersburg und der innere Kreis von Präsident Jelzin – zwei Leiter seiner Verwaltung und der Chef des Sicherheitsdienstes von Präsident Jelzin.
Im Mittelpunkt der Dreharbeiten stand ein einstündiges Gespräch zwischen Xenija Sobtschak und dem russischen Präsidenten Wladimir Putin.
In dem Film waren auch Alexei Kudrin, Anatoli Tschubais, Alexander Korschakow,  Tatjana Jumaschewa, Ljudmila Narussowa, Juri Jakowlew, Igor Rydnik, Sergei Stankewitsch, Swetlana Sorokina und andere zu sehen.
Die Webseite festagent.com beschreibt die Wirkung des Sturzes von Sobtschak mit den folgenden Worten:

„Als Sobtschak zur Emigration gezwungen wurde, war dies ein großer Sieg für den Sicherheitsapparat. Gleichzeitig beschreibt der Film die Erfahrungen, die Wladimir Putin durch seine Arbeit mit Sobtschak machte. Er konnte sehen, wohin Pressefreiheit, freie Wahlen und echte Wahldebatten führen. Er erkannte, dass diejenigen, die zum inneren Kreis gehören, zu Verrätern werden können. Die politische Erfahrung des Sturzes von Sobtschak scheint eine der wichtigsten Lektionen für Wladimir Putin gewesen zu sein, die Lektion, was man NICHT tun sollte. Es ist eine Erfahrung des Scheiterns.“